# Голуб Данило Олегович
Данило Олегович Голуб (нар. 3 липня 2003, Вугледар, Донецька область, Україна) — український футболіст, вінгер футбольного клубу «Буковина».

## Ігрова кар'єра
Футбольний шлях розпочинав у команді «Азовсталь» (Маріуполь). Виступав у юнацько-молодіжних командах «Шахтаря», «Маріуполя», «Інгульця», «Колоса» та «Миная». В юнацько-молодіжних змаганнях під егідою УПЛ провів 65 матчів (15 голів), а у чемпіонаті України ДЮФЛ — 84 матчі (29 голів).
У 2022 році дебютував в українській Прем'єр-лізі у складі ФК «Минай», а саме 29 серпня у виїзному поєдинку 2-го туру проти ФК «Олександрія» — Данило вийшовши на заміну на 68-й хвилині матчу, а вже на 91-хвилині відзначився і дебютним голом. Загалом у складі закарпатської команди до завершення 2023 року провів 11 матчів у національному чемпіонаті та 1 поєдинок зіграв у кубку України. 
Із січня 2024 року і до завершення сезону був гравцем одеського «Чорноморця», в складі якого не отримав надмірної ігрової практики, взявши участь лише в двох матчах, виходячи на поле на останніх хвилинах.
У липні 2024 року підписав контракт із першоліговим футбольним клубом «Буковина».